# タイム・ワーナー・ケーブル
タイム・ワーナー・ケーブル（Time Warner Cable）は、かつて存在したアメリカの通信サービス運営会社。2009年に上場してタイム・ワーナーから独立した。顧客数は1100万人でアメリカのケーブル通信ではコムキャストに続く第2位の市場シェアを持つ会社であった。
ルーニー・テューンズに登場するキャラクター、ロード・ランナーの名前を冠したRoad Runner High Speed Onlineというインターネット通信サービスを展開していた。2012年にTime Warner Cable Internetへサービス名を変更した。
2014年には業界第1位のコムキャストが452億ドルの買収提案を行ったが、連邦通信委員会の承認が得られずキャンセルされた。
2015年5月、チャーター・コミュニケーションズが550億ドルで買収することを発表、2016年5月、買収完了に伴い同社に併合された。